# Vicenç Torres Esberranch
Vicenç Torres Esbarranch (Palma, 1947) és un metge mallorquí especialitzat en nefrologia. Llicenciat (1969) i doctor (1971) en medicina per la Universitat de Barcelona, amb la tesi Contribución al estudio de la hipertensión y la insuficiencia renal aguda. Des del 1991 és professor de l'Escola de Medicina Mayo i, des de 1998, dirigeix la secció de Nefrologia de la Clínica Mayo (Rochester, Minnesota. EUA). Des del 2004 dirigeix també la secció d'Hipertensió d'aquesta Clínica.
És membre de l'American Federation for Clinical Research, de l'American Society of Nephrology, de l'American Society of Renal Biochemistry and Metabolism, de l'American Society of Transplant Physicians, i de la International Society of Nephrology, entre d'altres. És membre de diverses comissions a la Clínica Mayo i al National Institute of Health, del United States Department of Health and Human Services.
Ha dirigit i completat diversos projectes d'investigació. Actualment treballa en vuit projectes de recerca com Novel treatments for polycystic kidney disease; Innovative Imaging to Assess Progression; Genetics of Autosomal Dominant Polycystic Liver Disease; Disease Spectrum & Genotype-Phenotype Correlations.
Ha escrit diversos llibres sobre nefrologia i ha col·laborat en l'elaboració d'altres publicacions científiques. Ha publicat també més d'un centenar d'articles en revistes i publicacions mèdiques. La seva feina, amb més de 200 publicacions, és referència per a altres investigadors mèdics. Ha esdevingut una de les figures més distingides de la comunitat científica internacional. El 2007 va rebre el Premi Ramon Llull.